# Cypriotisch voetbalkampioenschap 1983/84
In 1983/84 werd het 46e Cypriotische voetbalkampioenschap gespeeld. AC Omonia won de competitie voor 13e keer.

## Stadions
| Club         | Stadions                    |
| ------------ | --------------------------- |
| AEL          | Tsirion Stadium             |
| Alki         | GSZ-stadion                 |
| Anorthosis   | Dasaki Stadium              |
| APOEL        | Makariostadion              |
| Apollon      | Tsirion Stadium             |
| Aris         | Tsirion Stadium             |
| Ethnikos     | Dasaki Stadium              |
| Enosis       | Paralimni Stadium           |
| EPA          | GSZ-stadion                 |
| Ermis        | Aradippou Municipal Stadium |
| Nea Salamina | GSZ-stadion                 |
| Omonia Ar.   | Aradippou Municipal Stadium |
| Omonia       | Makariostadion              |
| Pezoporikos  | GSZ-stadion                 |

## Stand
| Pos | Team                  | Wed | W  | G  | V  | Ptn | DV | DT | +/− | Kwalificatie of degradatie                            |
| --- | --------------------- | --- | -- | -- | -- | --- | -- | -- | --- | ----------------------------------------------------- |
| 1   | Omonia (C)            | 26  | 18 | 6  | 2  | 42  | 59 | 19 | +40 | Gekwalificeerd voor Eerste ronde Europacup I 1984/85  |
| 2   | Apollon Limassol      | 26  | 14 | 9  | 3  | 37  | 50 | 28 | +22 | Gekwalificeerd voor Eerste ronde UEFA Cup 1984/85     |
| 3   | Pezoporikos Larnaca   | 26  | 12 | 10 | 4  | 34  | 34 | 17 | +17 |                                                       |
| 4   | APOEL                 | 26  | 12 | 9  | 5  | 33  | 42 | 23 | +19 | Gekwalificeerd voor Eerste ronde Europacup II 1984/85 |
| 5   | Anorthosis Famagusta  | 26  | 9  | 11 | 6  | 29  | 34 | 29 | +5  |                                                       |
| 6   | Enosis Neon Paralimni | 26  | 9  | 9  | 8  | 27  | 31 | 28 | +3  |                                                       |
| 7   | AEL Limassol          | 26  | 9  | 8  | 9  | 26  | 30 | 26 | +4  |                                                       |
| 8   | EPA Larnaca           | 26  | 6  | 13 | 7  | 25  | 28 | 31 | −3  |                                                       |
| 9   | Alki Larnaca          | 26  | 6  | 10 | 10 | 22  | 26 | 28 | −2  |                                                       |
| 10  | Aris Limassol         | 26  | 5  | 12 | 9  | 22  | 24 | 35 | −11 |                                                       |
| 11  | Nea Salamis           | 26  | 7  | 8  | 11 | 22  | 25 | 41 | −16 |                                                       |
| 12  | Omonia Aradippou      | 26  | 4  | 8  | 14 | 16  | 23 | 41 | −18 |                                                       |
| 13  | Ethnikos Achna (R)    | 26  | 6  | 4  | 16 | 16  | 29 | 56 | −27 | Degradatie naar B' Kategoria 1984/85                  |
| 14  | Ermis Aradippou (R)   | 26  | 3  | 7  | 16 | 13  | 23 | 56 | −33 | Degradatie naar B' Kategoria 1984/85                  |

## Resultaten
| Thuis \ Uit | AEL | ALK | ANR | APN | APL | ARS | ETH | ENP | EPA | ERM | NSL | OMA | OMN | POL |
| ----------- | --- | --- | --- | --- | --- | --- | --- | --- | --- | --- | --- | --- | --- | --- |
| AEL         |     | 1–1 | 6–1 | 3–1 | 0–3 | 1–1 | 2–1 | 0–1 | 0–0 | 3–1 | 2–0 | 0–1 | 2–1 | 2–1 |
| Alki        | 2–0 |     | 2–4 | 0–0 | 0–1 | 0–0 | 3–0 | 1–0 | 2–0 | 1–1 | 1–3 | 2–0 | 2–2 | 0–1 |
| Anorthosis  | 0–0 | 1–0 |     | 2–1 | 0–1 | 1–0 | 0–2 | 2–0 | 1–1 | 5–0 | 1–1 | 2–1 | 1–1 | 0–0 |
| APOEL FC    | 2–0 | 0–0 | 1–0 |     | 3–0 | 1–1 | 3–1 | 1–2 | 2–1 | 4–0 | 3–0 | 3–1 | 1–1 | 1–3 |
| Apollon     | 2–1 | 3–2 | 3–3 | 0–0 |     | 2–0 | 2–0 | 4–0 | 2–0 | 2–0 | 0–1 | 2–2 | 1–1 | 2–0 |
| Aris        | 1–1 | 2–0 | 0–0 | 0–1 | 1–6 |     | 3–0 | 0–0 | 1–2 | 4–2 | 1–2 | 2–0 | 0–4 | 1–0 |
| Ethnikos    | 0–0 | 2–1 | 1–3 | 2–1 | 1–3 | 2–2 |     | 1–2 | 1–0 | 4–2 | 1–0 | 2–2 | 2–5 | 0–2 |
| ENP         | 0–0 | 0–0 | 3–0 | 1–1 | 2–2 | 6–1 | 3–1 |     | 1–1 | 1–0 | 2–0 | 1–1 | 2–1 | 0–1 |
| EPA         | 0–0 | 0–0 | 1–1 | 1–1 | 2–2 | 0–0 | 5–2 | 2–1 |     | 1–1 | 3–2 | 3–2 | 0–1 | 1–1 |
| Ermis       | 0–1 | 0–3 | 0–0 | 2–3 | 1–1 | 1–1 | 1–0 | 1–1 | 0–1 |     | 5–1 | 2–1 | 1–4 | 0–2 |
| Nea Salamis | 2–1 | 2–2 | 0–0 | 0–4 | 4–4 | 0–0 | 2–0 | 1–0 | 1–1 | 0–0 |     | 1–2 | 0–2 | 1–5 |
| Omonia Ar.  | 0–2 | 2–0 | 0–4 | 0–2 | 1–2 | 1–1 | 1–1 | 1–1 | 0–0 | 2–1 | 0–1 |     | 0–2 | 0–2 |
| Omonia      | 1–0 | 1–0 | 3–1 | 2–2 | 3–0 | 1–0 | 6–1 | 4–1 | 3–1 | 6–0 | 1–0 | 1–0 |     | 2–1 |
| Pezoporikos | 2–1 | 1–1 | 1–1 | 0–0 | 0–0 | 1–1 | 2–1 | 1–0 | 2–0 | 4–1 | 0–0 | 1–1 | 0–0 |     |

## Topscores
| Rank | Spelers                        | Club | Doelpunten |
| ---- | ------------------------------ | ---- | ---------- |
| 1    | Lenos Kittos, Sylvester Vernon | ?    | 17         |

## Kampioen
| 1983/84                        |
| Cyprus                         |
| ------------------------------ |
| AC Omonia Kampioen (13° titel) |

1934/35 · 1935/36 · 1936/37 · 1937/38 · 1938/39 · 1939/40 · 1940/41 · 1941/42 · 1942/43 · 1943/44 ·  1944/45 · 1945/46 · 1946/47 · 1947/48 · 1948/49 · 1949/50 · 1950/51 · 1951/52 · 1952/53 · 1953/54 · 1954/55 · 1955/56 · 1956/57 · 1957/58 · 1958/59 ·  1959/60 · 1960/61 · 1961/62 · 1962/63 · 1963/64 · 1964/65 · 1965/66 · 1966/67 · 1967/68 · 1968/69 · 1969/70 · 1970/71 · 1971/72 · 1972/73 · 1973/74 · 1974/75 · 1975/76 · 1976/77 · 1977/78 · 1978/79 · 1979/80 · 1980/81 · 1981/82 · 1982/83 · 1983/84 · 1984/85 · 1985/86 · 1986/87 · 1987/88 · 1988/89 · 1989/90 · 1990/91 · 1991/92 · 1992/93 · 1993/94 · 1994/95 · 1995/96 · 1996/97 · 1997/98 · 1998/99 · 1999/00 · 2000/01 · 2001/02 · 2002/03 · 2003/04 · 2004/05 · 2005/06 · 2006/07 · 2007/08 · 2008/09 · 2009/10 · 2010/11 · 2011/12 · 2012/13 · 2013/14 · 2014/15 · 2015/16 · 2016/17 · 2017/18 · 2018/19 · 2019/20 · 2020/21 · 2021/22